# Sarmenstorf
Sarmenstorf é uma comuna da Suíça, no Cantão Argóvia, com cerca de 2.232 habitantes. Estende-se por uma área de 8,30 km², de densidade populacional de 269 hab/km². Confina com as seguintes comunas: Bettwil, Büttikon, Fahrwangen, Hilfikon, Kallern, Meisterschwanden, Seengen, Uezwil.
A língua oficial nesta comuna é o Alemão.